# رئوس مطالب جامعه‌شناسی
رئوس مطالب جامعه‌شناسی (به انگلیسی: Outline of sociology): موارد زیر  رئوس مطالب به عنوان نمای کلی و راهنمای موضوعی رشته جامعه‌شناسی ارائه شده‌است:
جامعه‌شناسی مطالعه جامعه با استفاده از روش‌های مختلف تجربی و تحلیل انتقادی برای درک انسان  فعالیت اجتماعی، از  خرد سطح فردی و تعامل با عاملیت سطح نظام‌ها و ساختار اجتماعی.

## ماهیت جامعه‌شناسی
جامعه‌شناسی را می‌توان موارد زیر توصیف کرد:
- مطالعه جامعه.
- رشته (دانشگاهی): مجموعه ای از دانش که به دانش آموزان و دانشجویان داده می‌شود - یا دریافت می‌شود. شاخه یا حوزه ای از دانش یا زمینه تحصیلی که فرد برای تخصص آن انتخاب کرده‌است.
- حوزه علم: به‌طور گسترده‌ای تخصصی در علم شناخته می‌شود و معمولاً اصطلاحات و نامگذاری خاص خود را تجسم می‌کند. چنین زمینه ای معمولاً توسط یک یا چند مجله علمی ارائه می‌شود، جایی که پژوهش‌های معتبر در آنها منتشر می‌گردد. مجلات علمی مرتبط با جامعه‌شناسی بسیاری وجود دارد.
  - علوم اجتماعی: زمینه بورسیه تحصیلی که جنبه‌های جامعه بشری را بررسی می‌کند.

### ماهیت جامعه‌شناسی
جامعه‌شناسی
- اثبات‌گرایی
- ضد اثبات‌گرایی / پسا اثبات‌گرایی
- جامعه‌شناسی مارکسیستی
- کارکردگرایی ساختاری
- نظریه تضاد
- جامعه‌شناسی عمومی
- پژوهش اجتماعی
- نظریه اجتماعی
- فمینیسم
- نظریه انتقادی
- نظریه کوئر

## حوزه‌های جامعه‌شناسی

### زمینه‌های چندرشته‌ای و میان رشته‌ای شامل جامعه‌شناسی
- معرفت‌شناسی
- مطالعات کشاورزی
- جهل‌شناسی
- انسان‌جانورشناسی
- مطالعات منطقه ای
- اقتصاد رفتاری
- مطالعات ارتباطی
- انفورماتیک جامعه
- نظریه تضاد
- مطالعات مدیریت بحرانی
- مطالعات فرهنگی
- جمعیت‌شناسی
- مطالعات توسعه
- مطالعات ناتوانی
- مطالعات زیست‌محیطی
- مطالعات غذایی
- آینده‌پژوهی
- مطالعات جنسیت
- زمین‌شناسی
- مطالعات جهانی
- پیری‌شناسی
- جامعه‌شناسی تاریخی
- بوم‌شناسی انسانی
- مطالعات اینترنتی
- مطالعات اوقات فراغت
- بوم‌شناسی سیاسی
- جامعه‌شناسی سیاسی
- مطالعات سازمانی
- مطالعات علم
- مطالعات علم و فناوری
- معماری اجتماعی
- نظریه تضاد اجتماعی
- مهندسی اجتماعی
- معرفت‌شناسی اجتماعی
- جغرافیای اجتماعی
- انفورماتیک اجتماعی
- مسایل اجتماعی
- فلسفه اجتماعی
- مطالعات اجتماعی مالی
- نظریه اجتماعی
- جامعه‌شناسی
- جامعه‌شناسی سایبرنتیک
- جامعه‌شناسی زبان
- نقشه‌برداری اجتماعی
- فناوری و جامعه
- زیست‌جامعه‌شناسی
- زبان‌شناسی اجتماعی
- جامعه‌شناسی موسیقی
- نظریه سیستم‌ها
- مطالعات شهری
- قربانی‌شناسی
- نظریه نظام‌های جهانی

## تاریخ جامعه‌شناسی
- تاریخ جامعه‌شناسی
  - ابن خلدون (۱۳۳۲–۱۴۰۶) در "مقدمه (به لاتین: Prolegomena)، در تجزیه و تحلیل هفت جلدی تاریخ جهانی، اولین موردی بود که فلسفه اجتماعی و علوم اجتماعی در تدوین نظریه‌های  انسجام اجتماعی و تضاد اجتماعی ارائه نموده‌است؛ بنابراین برخی او را پیشگام جامعه‌شناسی می‌دانند.[۵][۶][۷][۸][۹][۱۰]

- تاریخ جامعه‌شناسی در لهستان
- زمان‌بندی جامعه‌شناسی
- دهه ۱۸۱۰ در جامعه‌شناسی
- دهه ۱۸۲۰ در جامعه‌شناسی
- دهه ۱۸۳۰ در جامعه‌شناسی
- دهه ۱۸۴۰ در جامعه‌شناسی
- دهه ۱۸۵۰ در جامعه‌شناسی
- دهه ۱۸۶۰ در جامعه‌شناسی
- دهه ۱۸۷۰ در جامعه‌شناسی
- دهه ۱۸۸۰ در جامعه‌شناسی
- دهه ۱۸۹۰ در جامعه‌شناسی
- دهه ۱۹۰۰ در جامعه‌شناسی
- دهه ۱۹۱۰ در جامعه‌شناسی
- دهه ۱۹۲۰ در جامعه‌شناسی
- دهه ۱۹۳۰ در جامعه‌شناسی
- دهه ۱۹۴۰ در جامعه‌شناسی
- دهه ۱۹۵۰ در جامعه‌شناسی
- دهه ۱۹۶۰ در جامعه‌شناسی
- دهه ۱۹۷۰ در جامعه‌شناسی
- دهه ۱۹۸۰ در جامعه‌شناسی
- دهه ۱۹۹۰ در جامعه‌شناسی
- دهه ۲۰۰۰ در جامعه‌شناسی

## دیدگاه‌های نظری در جامعه‌شناسی
- نظریه تضاد
- رئالیسم انتقادی
- نظریه انتقادی
- نظریه فرهنگی
- قوم‌شناسی
- نظریه مبادله اجتماعی
- نظریه فمینیست
- بوم‌شناسی انسانی
- اثبات‌گرایی منطقی
- جامعه‌شناسی مارکسیستی
- پسااستعمارگری و  نظریه زیرآلترن
- پست مدرنیسم
- پساساختارگرایی
- جامعه‌شناسی روانکاوانه
- نظریه کوئیر
- نظریه انتخاب عقلانی
- جامعه‌شناسی ناب
- برساخت‌گرایی اجتماعی
- تکامل اجتماعی فرهنگی
- پدیدارشناسی (جامعه‌شناسی)
- نظریه اجتماعی
- کارکردگرایی ساختاری
- ساختارگرایی
- کنش متقابل نمادین
- نظریه سیستم‌ها
- نظریه نظام‌های جهانی

## مفاهیم عمومی جامعه‌شناسی
- نگرش
- بیگانگی
- باورها
- دیوان سالاری
- بی‌توجهی مدنی
- حقوق شهروندی
- جرم
- فتیشیسم
- انجمن ( طرح کلی)
- مصرف (مصرف گرایی
- پایتخت فرهنگی
- فرهنگ ( طرح کلی)
- تبعیض
- تقسیم کار
- برابری
- استثمار
- خانواده
- آزادی
- گمنشافت و گزلشافت
- جهانی شدن
- گروه
- نوع ایده‌آل
- هویت
- ایدئولوژی
- صنعتی سازی
- نابرابری
- مؤسسه، نهاد
- رابطه بین فردی ( طرح کلی)
- عدالت
- سبک زندگی
- رسانه‌های جمعی
- مدرنیته
- طبیعت در مقابل پرورش
- سازمان
- تغییر الگو
- اقتصاد سیاسی
- فرهنگ عامه
- پست مدرنیته
- فقر
- قدرت
- قدرت-دانش
- نژادپرستی
- عقلانیت
- بازتاب
- دین
- عرفی شدن
- تبعیض جنسیتی
- کنش اجتماعی
- سرمایه اجتماعی
- تغییرات اجتماعی
- طبقه اجتماعی
- پیچیدگی اجتماعی
- ساختار اجتماعی
- انسجام اجتماعی
- کنترل اجتماعی
- انتقاد اجتماعی
- محیط اجتماعی
- تکامل گرایی اجتماعی
- عدالت اجتماعی
- رسانه‌های اجتماعی
- تحرک اجتماعی
- جنبش اجتماعی
- هنجار اجتماعی
- شبکه اجتماعی
- نظم اجتماعی
- سازمان اجتماعی
- همبستگی اجتماعی
- موقعیت اجتماعی
- طبقه‌بندی اجتماعی
- ساختار اجتماعی
- نظام اجتماعی
- اجتماعی شدن
- جامعه ( طرح کلی)
- ساختار و عاملیت
- توسعه پایدار
- ارزشها
- نمای جهان

## جامعه‌شناسان
- فهرست جامعه‌شناسان
- فهرست جامعه‌شناسان ایران

## انتشارات جامعه‌شناسی
مجلات جامعه‌شناسی
- مجلات
  - زمینه‌ها
  - مجله MANAS
  -  پلمیک
  -  سالماگوندی
  - مطالعات جوانان استرالیا
- کتاب‌های جامعه‌شناسی

## انجمن‌های جامعه‌شناسی
- انجمن‌های جامعه‌شناسی
- انجمن جامعه‌شناسی آلمان
- انجمن جامعه‌شناسی آمریکا
- انجمن جامعه‌شناسی اقیانوس آرام
- انجمن جامعه‌شناسی ایران
- انجمن بین‌المللی جامعه‌شناسان بدون مرز

## دانشگاه‌ها
- کالج جامعه‌شناسی، پاریس، ۱۹۳۷–۳۹
- مدرسه جدید برای تحقیقات اجتماعی، نیویورک
- گروه جامعه‌شناسی در دانشگاه شیکاگو، شیکاگو
- گروه جامعه‌شناسی و مددکاری اجتماعی دانشگاه ملی اوژورود، اوژخورود
- آزمایشگاه جامعه‌شناسی آتلانتا، آتلانتا، ۱۸۹۵–۱۹۲۴[۱۱]

## زمینه‌های مرتبط
- مطالعات جهانی
- جغرافیای انسانی
- قانون
- علوم سیاسی
- مردم‌شناسی اجتماعی / انسان‌شناسی فرهنگی
- تاریخ اجتماعی
- جامعه‌شناسی زبان
- پژوهش اجتماعی